# 9K716 볼가
9K716 볼가 미사일은 소련이 개발하다가 1989년에 개발을 중단한 단거리 지대지 탄도 미사일이다.

## 역사
미사일 시스템의 개발은 1980년대 상반기 OTR Oka와 Oka-U 설계국 (Kolomna)의 개발 경험을 토대로 한 것이며, 수석 디자이너는 S.P. Invincible이었다. Temp-S 장거리 미사일을 교체하기 위해 개발되었다. 주요 경쟁자는 Moscow Institute of Heat Engineering에서 개발한 Agat 이었다.
1980년, 600 km의 범위에서 볼가 미사일 시스템을 테스트하기위한 준비를 시작했다.
INF 조약을 체결하면서, 1989년에 개발이 중단되었다.
이동식 발사대 차량 한대는 2개의 미사일을 운반하며 발사기를 적재하기위한 크레인이 장착되어 있다.
발사 후 목표물을 변경하는 것도 가능하다.

## 제원
- 무게: 18.6 톤
- 길이: 16.5 m
- 직경: 2.275 m
- 연료: 2단 고체연료
- 사거리: 900-1000 km
- 발사장소: 10 X 8 TEL

## 대한민국
현무-2C, 현무-4가 볼가처럼 바퀴 10개 차량을 사용한다. 볼가 미사일과 미국 미젯맨 미사일이 한국에 시사하는 점이 크다. 즉 볼가 미사일은 1) 사거리 900 km 2) 2단 고체연료 단거리 탄도 미사일 3) 바퀴 10개 차량인데, 무게가 18톤이나 되어, ICBM인 16톤 미젯맨 미사일 보다 무겁다.
2020년 기준으로, 한국은 1) 사거리 800 km 2) 2단 고체연료 단거리 탄도 미사일 3) 바퀴 10개 차량의 개발 제한이 있는데, 이 세가지를 잘 조합하면 ICBM 개발이 충분히 가능하다는 점이다. 즉 A모델은 고추력 미젯맨 1단만 사용하고, B모델은 저추력 1단에 미젯맨 2단, C모델은 중추력 1단에 미젯맨 3단을 사용하면, ABC 모델 모두 1) 사거리 800 km 2) 2단 고체연료 단거리 탄도 미사일 3) 바퀴 10개 차량이다. 그러나 유사시, 또는 비공식적으로 미젯맨 123단을 결합하기만 하면 ICBM이 되는 것이다. 미젯맨 미사일은 탄두중량 500 kg인데, 미니트맨 미사일의 1 Mt W59 핵탄두 무게가 250 kg, Mk.5 RV가 200 kg으로 탄두중량 450 kg이면 1메가톤 핵탄두가 가능하다. 1메가톤은 단 한발로 서울시 천만명이 몰살된다는 위력으로 유명하다.
주변국을 자극하지 않고, 미국과의 한미 미사일 지침도 위반하지 않으면서, 합법적으로 ICBM을 개발할 수 있게 되었다. ICBM에 필수적인 3단 고체로켓의 추력 벡터 제어는 나로호 킥모터를 개발하면서 기술을 획득했다.